# Coal Chamber (album)
Coal Chamber debitantski je studijski album istoimenog američkog nu metal sastava. Album je 11. veljače 1997. godine objavila diskografska kuća Roadrunner Records.

## Popis pjesama
Tekstovi: B. Dez Fafara, glazba: Meegs Rascon, Rayna i Mike "Bug" Cox, osim skladbe "Amir of the Desert" koju su skladali Rayna i Cox.
| 1.    | »Loco« | 4:15 |
| 2.    | »Bradley« | 3:04 |
| 3.    | »Oddity« | 3:19 |
| 4.    | »Unspoiled« | 2:59 |
| 5.    | »Big Truck« | 3:31 |
| 6.    | »Sway« | 3:35 |
| 7.    | »First« | 4:12 |
| 8.    | »Maricon Puto« | 0:46 |
| 9.    | »I« | 3:49 |
| 10.   | »Clock« | 2:59 |
| 11.   | »My Frustration« | 3:59 |
| 12.   | »Amir of the Desert« | 0:44 |
| 13.   | »Dreamtime« | 3:43 |
| 14.   | »Pig« (skladba "Pig" završava nakon 3 minute i 20 sekundi. Nakon jedne minute i 41 sekunde tišine započinje neimenovana skrivena skladba) | 8:27 |
| 49:22 | |      |

## Recenzije
Steve Huey, glazbeni kritičar sa stranice AllMusic, dodijelio je albumu tri od pet zvjezdica te je komentirao: "Iako istoimeni debitantski studijski album Coal Chambera ne zvuči potpuno originalno (White Zombie i Korn očiti su začetnici [stila]), ovaj je sastav zasigurno jedan od boljih grupa u takozvanom žanru alternativnog metala. Njegov je zvuk bučan i snažan, čini se kako prilazi glazbi uz snažnu emocionalnu povezanost te su vokali B. Deza Fafare privlačno liberalni. Nije uvijek dosljedan -- rifovi nisu uvijek pamtljivi (uglavnom zbog korištenja samo dvije note), "Amir of the Desert" je dosadan višak, a "Sway" zaslužuje dodatne bodove za još jedno recikliranje skandiranja "the roof, the roof, the roof is on fire". Međutim, većinu vremena Coal Chamber čini ovu skupinu vrijednom pažnje te će obožavatelji žanra gotovo sigurno uživati u albumu".

## Osoblje
| Coal Chamber - B. Dez Fafara — vokali - Meegs Rascon — prateći vokali, gitara - Rayna — bas-gitara - Mike "Bug" Cox — bubnjevi Dodatni glazbenici - Jay Gordon — prateći vokali (na pjesmama 3 i 8), produkcija, miksanje - Eric Levy — prateći vokali (na pjesmi 6), udaraljke (na pjesmi 8) - Nathan "Karma" Cox — prateći vokali (na pjesmi 10) | Ostalo osoblje - Jay Baumgardner — produkcija, miksanje - Marina Chavez — fotografija - Amir Derakh — inženjer zvuka, miksanje - Lisa Lewis — dodatni inženjer zvuka - Ciel — dizajn |